# 福島県道333号日中喜多方線
福島県道333号日中喜多方線（ふくしまけんどう333ごう にっちゅうきたかたせん）は、福島県喜多方市にある一般県道である。

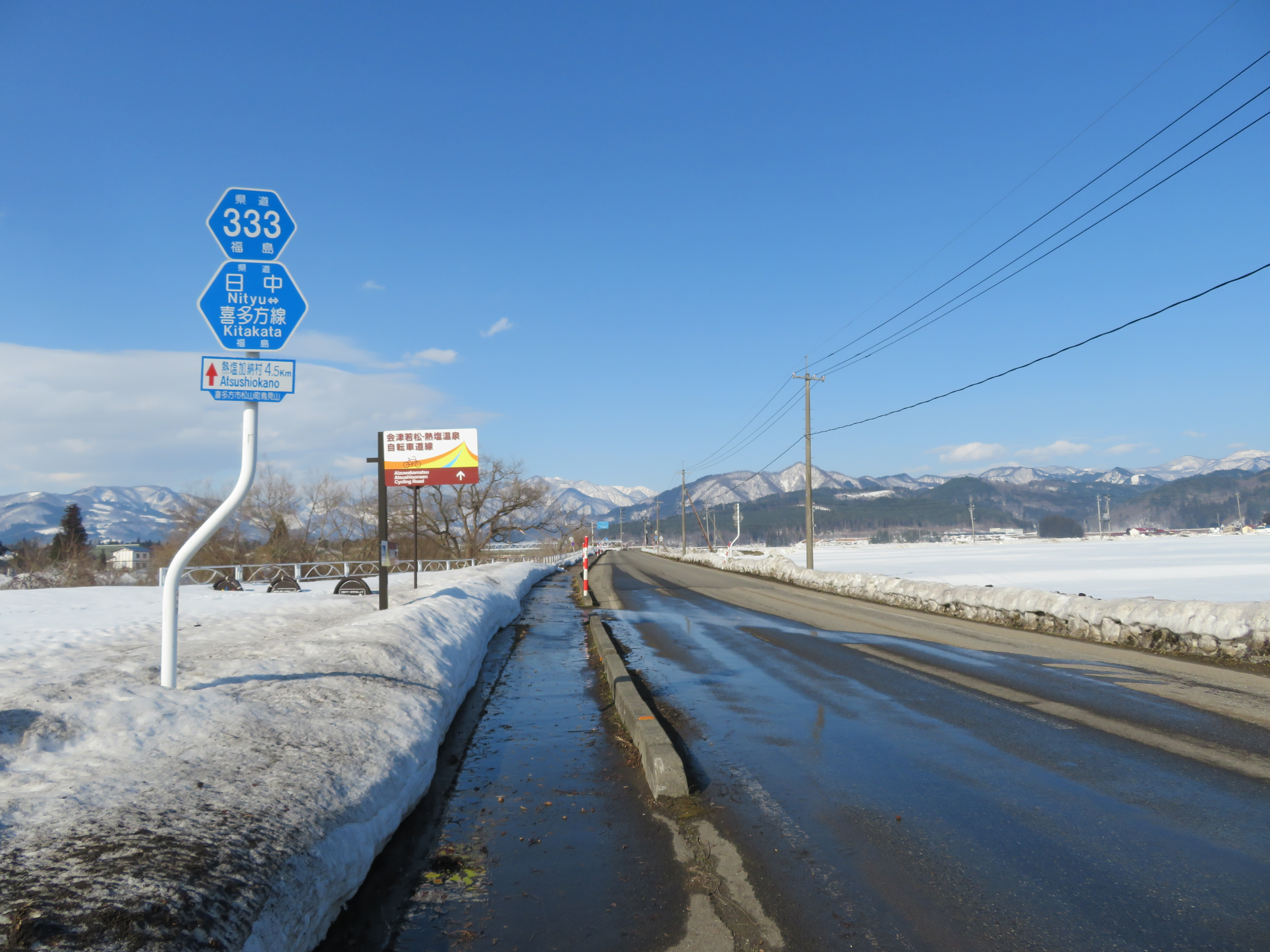
喜多方市松山町鳥見山付近

## 路線概要
- 起点：喜多方市熱塩加納町熱塩字大畑
- 終点：喜多方市一丁目
- 総延長：11.299km[1]
  - 実延長：10.888km
- 路線認定年月日：1959年8月31日[2]

2010年9月11日に国道121号大峠道路が全線開通するまでは、最後の未成区間の代替道路となっていた。

### 重用区間
- 国道459号（松山町村松字石田～一丁目）

## 通過する自治体
- 喜多方市

## 道路施設
吉志田大橋
- 全長：123.35m
  - 主径間：37.5m
- 幅員：7.25（9.75）m
- 形式：3径間連続非合成鋼鈑桁橋＋単純非合成鋼箱桁橋（計4径間）
- 竣工：1984年

一級水系阿賀川水系押切川に架かる。橋上は上下対向2車線で供用され、上り線側（下流側）に歩道が設置されている。左岸側の1径間はカーブを描くため箱桁が用いられている。1934年に架けられ老朽化の激しかった橋梁の架替のため、1980年度より地方道橋梁整備事業として着工された。架替中、1982年4月13日から17日にかけて飯豊山地からの雪解け水により押切川が増水し、旧橋梁の左岸側橋台背面が抉られ落橋する事態になった。総事業費は4億920万円。

## 交差する道路
- 国道121号大峠道路（熱塩加納町熱塩字大畑 起点）
- 福島県道334号熱塩温泉追分線（熱塩加納町熱塩字向川原上甲）
- 福島県道383号熱塩加納山都西会津線（熱塩加納町相田字中道東乙）
- 国道121号大峠道路（松山町鳥見山字松原）
- 福島県道335号大平喜多方線（松山町村松字上川原）
- 国道459号 新潟方面（松山町村松字石田）
- 福島県道16号喜多方西会津線（一丁目）
- 国道459号 浪江方面・福島県道21号喜多方会津坂下線（一丁目 終点）

## 沿線
- 押切川
- 熱塩温泉郵便局
- 喜多方市立熱塩小学校
- 有隣病院
- 会津村松郵便局
- 喜多方桜ヶ丘郵便局